# Muhammed Şengezer
Muhammed Şengezer (* 5. Januar 1997 in Bursa) ist ein türkischer Fußballtorhüter.

## Karriere

### Verein
Şengezer begann mit dem Vereinsfußball 2007 in der Jugendabteilung von Bursa Yolspor und wechselte von hier 2009 in den Nachwuchs von Bursaspor. Im Januar 2015 erhielt er bei diesem Klub zwar einen Profivertrag, spielte aber das nächste Jahr für die Reservemannschaft des Klubs. Zur Rückrunde der Saison 2015/16 wurde er vom Cheftrainer Hamza Hamzaoğlu mit anderen Nachwuchsspielern neben den Einsätzen bei der Reservemannschaft auch am Training der Profimannschaft beteiligt und in den Kader von Pokal- und Erstligaspielen aufgenommen. Für die Saison 2015/16 wurde er mit dem Viertligisten Yeşil Bursa SK an den Zweitverein von Bursaspor ausgeliehen. Am 5. September 2015 gab er in der Viertligabegegnung gegen Arsinspor sein Profidebüt.
Zum Sommer 2016 kehrte er zu Bursaspor zurück und war hier neben seinen Einsätzen auch als Dritter Torhüter fester Teil der Profimannschaft. Sein Debüt für die Profimannschaft gab er am 28. Januar 2017 in der Pokalpartie gegen Ümraniyespor und sein Erstligadebüt am 26. November 2017 gegen Kardemir Karabükspor sein Ligadebüt.
Mit Bursaspors verfehlten Klassenerhalt zum Sommer 2019 wechselte er zur neuen Saison zum Erstligaverein Istanbul Başakşehir FK und würde von diesem für die Rückrunde der Saison 2019/20 an den Zweitligisten Adana Demirspor ausgeliehen.

### Nationalmannschaft
Şengezer begann seine Nationalmannschaftskarriere 2014 mit einem Einsatz für die türkische U-18-Nationalmannschaft. Anschließend folgten Einsätze für die Jugendnationalmannschaften U-19- bis U-21.
2018 würde er für das Turnier von Toulon in den Kader der Türkischen U-20-Nationalmannschaft nominiert und absolvierte im Turnierverlauf drei Begegnungen. Mit seiner Mannschaft wurde er Turnierdritter.

## Erfolge
Mit der türkischen U-20-Nationalmannschaft
- Dritter im Turnier von Toulon: 2018